# Final Fantasy XII
Final Fantasy XII is een computerrollenspel gemaakt door Square Enix voor de Sony PlayStation 2. Het spel werd uitgebracht op 23 februari 2007; sommige gameshops begonnen al op 22 februari met de verkoop.
Het verhaal speelt zich af in Ivalice (dezelfde wereld als waarin Final Fantasy Tactics, Final Fantasy Tactics Advance en Vagrant Story plaatsvinden) waar de twee rijken: Archadia en Rozarria een zware oorlog voeren; er tussen in staat het koninkrijk Dalmasca. Wanneer Archadia Dalmasca binnenvalt en bezet, richt Prinses Ashe een verzetsbeweging op. Tijdens deze strijd, ontmoet zij Vaan, een jonge avonturier die er van droomt om ooit de leiding over een luchtschip te voeren. Zij worden snel vergezeld door een groep bondgenoten en samen zullen zij strijden tegen de tirannie van het Archadiaanse rijk.
In het begin van oktober 2006 lekte de Noord-Amerikaanse versie van het spel uit op het internet, één maand voordat de Noord-Amerikaanse uitgave gepland stond.
Tofu Records heeft een ingekorte versie van de Final Fantasy XII Original Soundtrack uitgebracht. Deze enkelvoudige cd zal 31 nummers bevatten, inclusief Angela Aki's 'Kiss Me Goodbye'.

## Gameplay
Zoals vorige delen in de Final Fantasy-serie, verloopt de besturing tijdens gevechten via verschillende menu's. De gevechten vinden plaats in real-time, waarbij een nieuw battle systeem 'Active Dimension Battle' (ADB), gebruikt wordt. De speler kan de besturing van elk van de drie personages in de groep bepalen op elk moment en evenwel kunnen er te allen tijde commando's gegeven worden aan elk van de personages. Enkele van deze commando's bestaan uit Attack, Magicks & Technicks, Mist, Gambits, and Items. Het spel bevat ook een systeem van 'chain bonuses' waarbij de party van de speler de kans zal krijgen om betere items te verdienen naarmate de groep meer monsters van een bepaald type verslaat.
Na afwezig te zijn geweest in Final Fantasy X en het vervolg daarop zal de 'in-game world map' nu weer onderdeel van het spel uitmaken in Final Fantasy XII. Bovendien kent Final Fantasy XII drie soorten verschillende 'maps': De algemene 'world map', een kleine 'map' in het speelscherm genaamd 'mini map' en een 'terrain map' toegankelijk via de Select-knop.
Chocobos zijn een traditioneel onderdeel van de Final Fantasy titels. In Final Fantasy XII kan de speler Chocobo's huren, en ermee reizen. Tijdens deze Chocobo ritten vinden er geen willekeurige gevechten plaats. Als de tijd om is zal de Chocobo de speler verlaten en teruggaan naar zijn stal in de stad (of waar de speler hem in de wildernis gevonden hebt), en de speler zal afstappen en te voet verder moeten reizen.
Het spel bevat ook een Clan Primer, een samenvatting van de vooruitgang van de speler, welke gedetailleerde informatie bevat over verslagen monsters, een catalogus van gezochte monsters en andere informatie. Deze Clan Primer doet zowel denken aan de encyclopedieën die aanwezig waren in Vagrant Story en Jiminy Crickets dagboek in de Kingdom Hearts serie, als aan de 'Bestiaries' uit de heruitgaven van Final Fantasy I-VI.

### Battle system
De gevechten lijken veel op die uit Final Fantasy XI, behalve dan dat het spel de speler toelaat om single-player control over meerdere groepsleden uit te oefenen, vergelijkbaar met het battle system van Final Fantasy X-2. Toegang tot het battle menu kan op elk gegeven tijdstip verkregen worden. Anders dan in Final Fantasy XI, is er een zichtbare 'Wait Time Gauge' welke aangeeft wanneer de volgende battle actie uitgevoerd kan worden. De wachttijd is verschillend en hangt af van de actie zelf en de statistieken van het desbetreffende personage. Gekleurde booglijnen verbinden de speler met zijn vijand bijvoorbeeld wanneer een bepaalde vijand de speler in het vizier heeft. Deze lijnen kunnen uitgezet worden in het 'game options menu'. Via dit menu kan de speler de snelheid van de battles bepalen, maar ook kan er geschakeld worden tussen Wait/Active mode zoals in Final Fantasy X-2. Wait mode houdt in dat het spel tijdelijk stilgelegd wordt wanneer er bepaalde battle commando's gegeven worden. In de Active mode daarentegen blijven de vijanden steeds door vechten.
'Random battles' zijn er niet meer, maar de monsters kunnen de speler echter wel in een hinderlaag lokken, hetgeen lijkt op een random battle. Hoe dan ook, het overgangsscherm van normale gameplay naar battles uit de vorige Final Fantasy titels is geheel afwezig. Vijanden kunnen de speler nu op verschillende manieren detecteren en de ene vijand gedraagt zich vijandelijker tegenover de groep dan de andere. Sommige monsters kunnen echter, behalve de speler, ook andere monsters aanvallen.
Maximaal drie van de groepsleden kunnen tegelijkertijd deelnemen aan een gevecht. Soms worden zij vergezeld door een speciaal gastpersonage, die op geen enkele manier door de speler bestuurd zal kunnen worden. Wanneer een groepslid verslagen is kan de speler deze vervangen door een lid van de groep die nog niet aan het gevecht heeft deelgenomen.
Een ander nieuw onderdeel in Final Fantasy XII is het 'Gambit system', dat de speler de mogelijkheid biedt om elk personage te her-programmeren, zodat dit personage zelf op een bepaalde manier zal reageren op veranderende gevechtsomstandigheden, zonder dat de speler dit personage bestuurt. Dit zorgt ervoor dat het up-levelen en vechten in een gebied dat drukbevolkt is door monsters minder bezwaarlijk wordt voor de speler. Het systeem is dus een graag geziene toevoeging, omdat het spel tussen bepaalde gebieden in veel meer leveling up vergt dan dat het geval was in voorgaande delen uit de Final Fantasy serie.
Op een gelijksoortige manier als voorafgaande Final Fantasy delen, bestaat er in de wereld van Ivalice een mysterieus fenomeen, beter bekend als 'Mists'. Dit is de voornaamste bron van energie die twee bijzondere vaardigheden in de game voortdrijft: 'Summon magic' en 'Quickenings'. Net als Mako/Materia in Final Fantasy VII en de Vuurvliegjes in Final Fantasy X, speelt Mist ook een rol bij het ontstaan van monsters.
Summoning Magic maakt wederom zijn opwachting met de aanwezigheid van wezens genaamd Espers. Om een Esper te verkrijgen moet het desbetreffende wezen eerst verslagen worden in een gevecht. Net als in Final Fantasy X, worden de opgeroepen wezens deelnemers aan het gevecht; echter, in tegenstelling tot Final Fantasy X, worden Espers niet bestuurd door de speler, maar via de 'AI' van de game. Het personage dat de Esper opgeroepen heeft, blijft nu dus actief deelnemen aan het gevecht in plaats van dat de oproeper achteruit stapt en het opgeroepen wezen dus alleen laat vechten. Er zijn echter wel grenzen aan hoelang de Esper actief deelnemer is. Espers zullen de party weer verlaten wanneer de oproeper verslagen wordt, de tijdlimiet bereikt is, de Esper gebruikmaakt van zijn speciale aanval, of als de Esper zelf verslagen wordt. De speler kan gebruikmaken van zijn genezende magic en items om de Esper bij te staan.
Alhoewel dit de traditionele Final Fantasy summons vervangen heeft, kan er toch opgemerkt worden dat deze Espers van oorsprong ook deel uitmaakten van de Final Fantasy Tactics series, als Zodiac Braves (in Final Fantasy Tactics) of Totema (in Final Fantasy Tactics Advance). Andere Espers zijn oorspronkelijk eindbazen geweest in de eerste vijf delen uit de Final Fantasy titels. Bovendien zijn er in Final Fantasy XII bepaalde luchtschepen die de naam dragen van bepaalde 'summoned beasts' uit voorgaande delen van de serie, zoals Alexander, Shiva, Ifrit, Bahamut and Leviathan. Kleinere schepen zijn vernoemd naar andere Final Fantasy monsters zoals Antlion en Tonberry.
Net als de voorgaande delen in de serie, introduceert Final Fantasy XII een nieuw Limit Break systeem: Quickenings (Mist Knacks in de Japanse versie). Personages kunnen Quickenings leren door bepaalde vakken op het License Board te openen. Elk personage kan in totaal drie van deze Quickenings leren, die verder voor elk personage weer uniek zijn. Personages kunnen de Quickenings ook één ketting van grote 'combo attacks' laten vormen, die zware schade toebrengt. Dit wordt vaak 'mist chaining' genoemd. Als een dergelijke keten van aanvallen een bepaald aantal bereikt, zal er een laatste aanval begonnen worden aan het einde van de Quickenings-keten. Dit heet een 'Concurrence' en kan zware schade toebrengen, niet alleen aan de vijand waarmee gevochten wordt, maar ook aan andere vijanden die zich dichtbij bevinden.

### License system
Het aanleren van nieuwe vaardigheden (magic spells, gebruiken van equipment, special skills, HP bonussen etc.) wordt gedaan via het nieuwe License systeem. Elk speelbare personage begint op het 'License Board', dat min of meer op een schaakbord lijkt. De vakjes op dit bord bevatten verschillende vaardigheden die het personage gebruiken kan. Het bord is verdeeld in twee verschillende stukken.
Het bovenste gedeelte bevat Magick, Technick, Accessory en Augment (stat-raising) Licenses, terwijl het onderste gedeelte grotendeels gevuld is met Weapon en Armor Licenses. Om een bepaalde vaardigheid aan te leren of om bepaalde armor of wapens te kunnen gebruiken, moet een personage hier eerst een 'License' voor verkrijgen, door het aantal vereiste LP (License Points) te besteden. LP worden verkregen na het verslaan van monsters, waarbij de speler ook de gebruikelijke experience points krijgt.
Alhoewel het License Board in sommige dingen lijkt op Final Fantasy X's Sphere Grid, heeft het License Board veel meer bewegingsvrijheid; er zijn slechts een paar beperkingen aan hoe de speler zijn personages kan ontwikkelen (maar dit kan er ook voor zorgen dat alle personages hetzelfde worden, behalve wat betreft de Quickenings). Alle personages kunnen elke License op het bord verkrijgen, met uitzondering van Quickenings en Esper Licenses, die slechts door één enkel personage geactiveerd kunnen worden.
Het Final Fantasy magic systeem is onderverdeeld in vijf verschillende scholen. White magic betreft spells die de HP van de groep weer op peil kunnen brengen, 'status ailments' kunnen genezen en die gevallen groepsleden weer kunnen laten rijzen. Green magic bestaat uit ondersteunende of verzwakkende spells die de statistieken van de groepsleden of van de vijand kunnen veranderen. Time magic betreft spells die de snelheid van de getroffenen verandert, schade na een bepaalde tijd toebrengt of de wetten van de omringende ruimte aanpast, om bondgenoten te helpen. Black magic bestaat uit vernietigende spells zoals fire en blizzard. De vijfde en tevens laatste school is de ietwat mysterieuze magic, die spells zoals Confusion betreft. Zoals in veel voorgaande delen, kunnen de magic spells gekocht worden in shops, maar een personage moet dan wel de bijbehorende vaardigheid op het License Board verkregen hebben voordat een spell gebruikt kan worden.
De speelbare personages kunnen zich uitrusten met elk wapen uit de groepslijst van spullen zo lang de bijbehorende License maar verkregen is op het License Board. De schade die een wapen toebrengt hangt af van de categorie waar het wapen in onderverdeeld is.

### Gambit system
Het Gambit systeem is een nieuw soort systeem om de groepsacties te kunnen instellen, die de speler de mogelijkheid biedt om elk personage automatisch een bepaalde actie uit te laten voeren, wanneer er aan bepaalde voorwaarden voldaan is, in een gevecht. Elke Gambit bestaat uit drie onderdelen: een doelwit, een actie en een prioriteit. Het doelwit bepaalt op welke vijand of bondgenoot gereageerd zal worden en aan welke voorwaarden voldaan moet zijn. Voorbeeld: het doelwit 'Ally: HP < 70%' zorgt ervoor dat een personage zich zal richten op elke bondgenoot wiens HP beneden de 70% is gevallen. De actie is het bepaald soort commando dat uitgevoerd zal worden. De prioriteit bepaalt welke Gambit eerst van toepassing zal zijn wanneer er meerdere Gambits ingesteld zijn.
Voorbeeld: een personage kan twee Gambits toegewezen hebben gekregen: 'Foe: Party Leader's Target: Attack' en 'Ally: HP < 70%: Cure'. De eerste Gambit zorgt ervoor dat het personage de groepsleider van de vijand aan zal vallen, zolang deze nog leeft. Is dat niet het geval, dan zal de tweede Gambit uitgevoerd worden, wanneer de HP van een bondgenoot beneden de 70% valt, zodat de Cure spell gebruikt zal worden, waarna dan weer de groepsleider aangevallen zal worden. Zouden de prioriteiten van bovenstaande Gambits omgedraaid worden, dan zou het personage de aanval staken en zal deze Cure casten wanneer een groepslid minder dan 70% van zijn HP over heeft.
Er zijn veel verschillende Gambits beschikbaar. Elk personage heeft aanvankelijk de ruimte voor twee Gambits, het maximum zal later liggen bij twaalf, nadat deze behaald zijn op het License Board. Extra Gambits kunnen veelal in shops gekocht worden, maar deze kunnen ook in schatkisten gevonden worden.

### Loot
Final Fantasy XII is ook de tweede Final Fantasy die grotendeels heeft afgerekend met het feit dat vijandige monsters Gil, de munteenheid in de wereld van Final Fantasy, bij zich dragen en achterlaten als zij eenmaal verslagen zijn. Sommige monsters laten nog wel kleine hoeveelheden Gil achter, maar veelal wordt het toch op een andere manier verkregen. Vijanden laten in deze game 'loot' achter, dat voor Gil verkocht kan worden aan koopmannen verspreid over heel Ivalice. Naarmate er meer soorten, hoeveelheden en combinaties 'loot' verkocht worden, verschijnen er nieuwe Bazaar opties in de shops, die ervoor zorgen dat bijzondere bundels goederen te koop zijn, tegen een verlaagd tarief.
De voornaamste manier om Gil te verkrijgen is via de 'hunts', die optioneel zijn en soms bijzondere 'loot' verschaffen.
Dit is tevens de eerste Final Fantasy waarbij de schatkisten bijna altijd willekeurig zijn. Schatkisten, hun inhoud en de plekken waar zij verschijnen zijn steeds willekeurig. De inhoud varieert tussen items, Gil of zeldzame items.

### Hunts
Deze game introduceert 'Hunts' die de speler de mogelijk biedt om op jacht te gaan en een bepaald soort monster te verslaan. Door het lezen van posters over de hele wereld kun de speler doelwitten vinden, die overeenkomen met zijn clan level (verkregen door het doden van monsters en het volbrengen van de 'Hunts'). De monsters in de 'Hunts' zijn uniek en kunnen alleen gevonden worden door te praten met de organisator van de 'Hunt'. Dit is de voornaamste manier om Gil en moeilijk te vinden items te bemachtigen.

## Plot

### Omgeving
Het verhaal van Final Fantasy XII speelt zich af in Ivalice, in een tijd waar 'magic was commonplace' and 'airships plied the skies, crowding out the heavens'. In deze tijd is het gebruik van 'magicite', een magie-rijk mineraal, veel voorkomend en wordt veelvuldig gebruikt in magic spells en bij het aandrijven van luchtschepen (een populaire vorm van vervoer in Ivalice). Ivalice is opgedeeld in drie continenten: Ordalia, Valendia, en Kerwon. Ordalia is gesitueerd in het westelijke gedeelte van Ivalice. Het Rozarriaanse Rijk bevindt zich in de uitgestrekte inheemse vlakten op dit continent, en het oostelijke gedeelte bestaat grotendeels uit woestijngebied, of "jagd"—wetteloze gebieden die zo rijk van Mist (de etherische manifestatie van 'magicite') zijn, dat luchtschepen er niet over vliegen mogen. Valendia is het thuis van Imperial Archadia, waar uitgestrekte, groene velden het landschap tekenen. Middelpunt in het verhaal is echter, Dalmasca, een klein koninkrijk dat zich bevindt tussen de continenten en Rijken in. Geplaatst in het midden van de Galtean Peninsula van het Ordaliaanse continent, ligt Dalmasca, een gebied dat een warm en zonnig klimaat heeft, en omringd is met woestijngebied. Het gematigde klimaat van Dalmasca verschilt van de koude omgeving van Kerwon en de groene vlaktes van Valendia and Rozarria. In deze tijd, is Ivalice gevangen in een oorlog tussen de troepen van Rozarria en Archadia. Gevangen in deze machtsstrijd zijn ook andere kleine naties en koninkrijken die onder de macht vallen van de Archadiaanse troepen, hetgeen twee jaren voorafgaand aan de tijd in het spel gebeurd is.
Het spel volgt als rode draad een Arabisch thema. Dit komt het meeste tot uiting in de decoratie en architectuur van Ivalice. De vormgeving bestaat veelal uit ronde en gevlochten lijnen, hetgeen een belangrijk kenmerk is van de Arabische architectuur.
Volgens de spelontwikkelaars werd het design geïnspireerd door een mix van middeleeuwse mediterraanse landen en landen uit het Midden-Oosten. Dit komt vooral tot uiting in de architectuur van de steden in Ivalice uit de game en de vele soorten rassen die de regio bevolken. Het art team bezocht Turkije, dat de Mediterraanse stijl van de game beïnvloed heeft. De ontwikkelaars hebben ook andere stijlen gebruikt van andere gebieden, zoals India en New York. Hideo Minaba, een van de ontwikkelaars en co-art regisseur, merkt op dat het team de Arabische cultuur tot uiting wilde brengen in de design van de game. Noemenswaardig is het gebruik van klassiek Indiaas dialect, genaamd Sanskriet, in de stad Bhujerba. Woorden als 'Svagatam' (welkom) en namen als 'Parijanah' (Gids) zijn direct ontleend aan het Sanskriet. De spelling van sommige woorden, zoals 'Sainikah' komt niet altijd overeen met de originele spelling, maar is nog redelijk kloppend gezien de uitspraak.

### Personages
Final Fantasy XII kent 6 speelbare personages.
Vaan is een 17 jaar oude wees en straatrat, die zijn ouders in een plaag heeft verloren toen hij twaalf jaar oud was, en zijn enige broer Reks verloor hij tijdens de Archadiaanse invasie van Dalmasca twee jaar daarvoor. Hij verdient de kost als assistent van de fortuinlijke winkelier Migelo, door verschillende klusjes te doen, en als zakkenroller, stelend van de Archadiaanse soldaten (hoewel hij zelf beweert dat hij het simpelweg teruggeeft aan aan het Dalmascaanse volk). Hij is vrolijk, zorgeloos en energiek en door zijn vrienden, de vele wezen die Rabanastre kent, wordt hij als leider beschouwd. Vaan droomt ervan ooit een luchtpiraat met een eigen luchtschip te worden, zodat hij kan gaan en staan waar hij maar wil.
Ashelia "Ashe" B'nargin Dalmasca is een vastberaden en onafhankelijke 19 jaar oude Hume prinses die ervoor strijdt haar koninkrijk, Dalmasca, te bevrijden van het Archadiaanse Rijk. Zij is niet alleen leider van het Dalmascaanse verzet (onder het pseudoniem Amalia), maar ze is ook de enige troonopvolger. Haar vader en acht broers zijn vermoord tijdens de Archadiaanse invasie, samen met haar echtgenoot, Prins Rasler van Nabradia. Ashe wil niet alleen vrijheid voor haar land, maar ook wraak op de Archadiaanse bezetters en de verraderlijke Dalmascaanse kapitein Basch, die de koning vermoordde tijdens een overleg waarbij het signeren van een verdrag het belangrijkste onderwerp was. Nadat de koning vermoord was, werd er aangekondigd dat Ashe haar zelf van het leven beroofd had.
Basch fon Ronsenburg is een 36 jaar oude Hume die voorheen diende als kapitein in de Dalmascaanse Order of Knights. Na de nederlaag van het overgrote deel van de Dalmascaanse troepen bij de slag van Nalbina Fortress, wilde de Koning van Dalmasca vrede sluiten en werd deze uitgenodigd om een verdrag te tekenen in Nalbina. Toen de Order of Knights erachter kwam dat de Archadianen een val zetten en erop uit waren om de koning te vermoorden zodra het verdrag gesigneerd was, leidden Basch en Kapitein Azelas Vossler een aanval tegen Nalbina Fortress om hun vorst te redden, deze poging slaagde echter niet en zij werden gevangengenomen. Er wordt beweerd dat Basch de Dalmascaanse Koning vermoordde, ten gevolge waarvan hij door de Dalmascanen als verrader beschouwd wordt en dat hij dan ook ge-executeerd zou zijn.
Balthier, Balflear genaamd in de originele Japanse versie, is een 22 jaar oude Hume luchtpiraat die het gezag voert over het luchtship Strahl in de lucht van Ivalice. Hij en zijn Viera compagnon, Fran, bemoeien zich liever niet met de oorlog tussen de twee koninkrijken van Ivalice. Hij maakt gebruik van een pistool en hij helpt Vaan steeds bij het vervullen van zijn droom om uiteindelijk een voltallige luchtpiraat te worden.
Fran is een lid van het konijnachtige Viera ras en is tevens Balthiers partner aan boord van het luchtschip, zij helpt hem met het onderhoud ervan. Ze verliet haar thuis in de Woods lang geleden, om tussen de Hume te gaan leven met als gevolg dat zij binnen haar volk een soort van buitenbeentje geworden is. Alhoewel zij het liefst de pijl-en-boog hanteert als wapen, kan ze goed overweg met andere soorten wapens. Fran is de enige niet-Hume (menselijke) personage van de hoofdrolspelers.
Penelo is een 17 jaar oude Hume wees die werkt in de Bazaar van Rabanastre en verscheidene andere winkels die onder de leiding staan van de fortuinlijke Bangaa winkelier Migelo, een vriend van haar ouders die haar onder zijn hoede nam toen zij stierven. Zij heeft haar broers verloren in de oorlog met het Archadiaanse Rijk, maar voordat haar broers stierven heeft zij nog een degelijke gevechtstraining gehad. Ze gaat al met Vaan om vanaf het tijdstip dat zijn familie om kwam in de plaag, voor de oorlog, en uiteindelijk vergezelt ze hem in hun reis, om hem in de gaten te kunnen houden.

### Plot
Final Fantasy XII draait om Dalmasca, een klein koninkrijk in Ivalice. Na voorheen steeds een neutrale partij in de oorlog tussen het Archadiaanse Rijk en het Rozarriaanse Rijk geweest te zijn, wordt Dalmasca uiteindelijk bezet door Archadia en is het slechts nog een bezet staatje dat onder het bestuur en de macht van Archadia valt.
Vaan, een straatrat die in de Dalmascaanse hoofdstad Rabanastre woont, probeert steeds het koninklijk paleis te bestelen, in een poging om de Dalmascaanse schatten 'terug te nemen' van de Archadianen. Verzetsstrijders besluiten echter een aanval op het koninklijk paleis te ondernemen, en Vaan komt klem te zitten tussen Archadiaanse troepen en Dalmascaanse rebellen.
Tijdens de aanval ontmoet Vaan Balthier, een luchtpiraat, en Fran, zijn Vieraanse partner. Zij infiltreerden het kasteel, op zoek naar een familieschat die aan de Dalmascaanse koninklijke familie toe behoorde. Ironisch genoeg is deze schat, de Goddess's Magicite ook datgene dat Vaan besluit te stelen. Vaan weigert de schat af te geven en vlucht daarna dan ook, waarna de luchtpiraten de achtervolging in zetten. Nadat de luchtpiraten een ongeval krijgen met de vliegende motorfiets van Fran, belanden de drie personages in het riool, ver beneden de stad. Dit leidt tot een aanvaring met Ashe, de afgezette prinses van Dalmasca en leider van de verzetsbeweging, die naar verluidt twee jaar geleden zelfmoord pleegde, toen Archadia Dalmasca binnen viel. Zij heeft inmiddels de schuilnaam 'Amalia' aangenomen. Kort daarna worden zij gevangengenomen door Vayne, een hooggeplaatste gezaghebber van het Archadiaanse Rijk. Vaan, Fran en Balthier worden als gevangene naar Nalbina gestuurd.
Het trio weet zich te bevrijden uit Nalbina waarna zij Basch von Ronsenburg ontmoeten, de man die naar verluidt de koning en Vaans broer Reks vermoord zou hebben. Alhoewel Basch vol blijft houden dat hij onschuldig is, blijft Vaan zich toch afzetten tegen hem. Fran bevrijdt hem uit zijn kooi en zij ontsnappen maar nauwelijks uit de gevangenis. Wanneer zij terugkeren naar Rabanastre, ontdekken zij dat Penelo, een vriendin van Vaan, vermist wordt. Zij is ontvoerd door premiejagers die het gemunt hebben op Balthier, met de bedoeling hem naar Bhujerba te lokken. Vaan weet Balthier door middel van omkoping met de Goddess' Magicite ervan te overtuigen een reddingspoging te ondernemen met zijn luchtship, de 'Strahl'.
Gedurende deze reddingspoging ontmoeten zij een jongen genaamd Lamont, die enige informatie over Nethicite onthult, een steen die veel overeenkomst vertoont met Magicite. In tegenstelling tot gewone Magicite, kan Nethicite magische energie absorberen.
Het overige deel van het verhaal zal gaan over de poging van de nieuwe groep de bezetting van Dalmasca te stoppen, waarbij ontdekt wordt dat er iets veel groters op het spel staat.
De Archadiaanse Judge Magisters, leiders van de Judges die aanvankelijk in Final Fantasy Tactics Advance verschenen, zijn een belangrijk onderdeel van het verhaal. Zij zijn de ultieme handhavers van de Archadiaanse wet, maar er zijn vijf die centraal zullen staan: Judge Gabranth, Judge Ghis, Judge Drace, Judge Zargabaath en Judge Bergan.

## Ontwikkeling
Het ontwikkelen van Final Fantasy XII duurde van 2001 tot 2006 en heeft ongeveer 4 miljard Japanse yen gekost (zo'n 35 miljoen Amerikaanse dollars) en staat daarom op de negende plaats van duurste games ooit gemaakt. Verder zijn er meer dan honderd mensen bij de productie betrokken geweest, waarvan het overgrote deel bij de ontwikkeling van voorgaande delen betrokken was. De maker van Final Fantasy Tactics en veteraan Yasumi Matsuno, werd aanvankelijk aangesteld als Game producer en Game director, maar zag zich na gezondheidsproblemen gedwongen terug te trekken bij de productie van Final Fantasy XII. Zijn taak werd overgenomen door Final Fantasy veteraan Hiroyuki Ito, en Final Fantasy Tactics veteraan, Hiroshi Minagawa, nam de regie over; terwijl een andere veteraan, Akitoshi Kawazu, de gedeelde rol van uitvoerend producent overnam tezamen met directeur Yoichi Wada. Matsuno blijft echter degene die genoemd wordt als verantwoordelijke voor 'Original Work/Scenario Plot/Supervision', in de game credits. Minagawa was ook degene die de leiding had over het 'visual design' en de 'character textures'. Kazutoyo Maehiro, een andere Final Fantasy Tactics en Vagrant Story veteraan, werkte aan de game als 'battle system designer'. Daisuke Watanabe en Miwa Shoda verzorgden het scenario van de game. Akihiko Yoshida, ook een Final Fantasy Tactics en Vagrant Story veteraan, was verantwoordelijk voor het het 'main character design' en het 'background design'. Yoshitaka Amano, wederom een veteraan, keerde terug als illustrator en heeft tevens het game logo ontworpen. Hideo Minaba, ook een Final Fantasy veteraan, nam de 'art direction' voor zijn rekening, samen met nieuweling Isamu Kamikokuryo. Eiji Fujii, die eerder aan Final Fantasy X-2 werkte, was ditmaal werkzaam als 'movie director'. Hitoshi Sakimoto, ook een Final Fantasy Tactics en Vagrant Story veteraan, componeerde de muziek voor de game, en Nobuo Uematsu die normaliter de muziek voor de Final Fantasy games verzorgt, droeg aan de muziek bij met het nieuwe vocale thema 'Kiss Me Good-Bye', uitgevoerd door Angela Aki, welke ook de tekst schreef. De befaamde violist Taro Hakase verzorgde de uitvoering van 'Hope', een nummer dat diende ter promotie van de game, zoals ook het nummer 'Kiss Me Good-Bye'.
In de vroege ontwikkelingsfase zou de hoofdpersoon groot en stoer zijn, maar naarmate de ontwikkeling vorderde, werd deze meer vrouwelijk. Dit was vooral te danken aan het feit dat de gecaste 'voice acting' en 'motion capture' acteur Kouhei Takeda, een wat meer 'actieve, intelligentere en positievere' invulling aan de rol gaf.
Veteraan-vertaler Alexander O. Smith was betrokken bij de Engelse bewerking van het script als 'producer' en vertaler. Smith heeft voorheen gewerkt zowel aan de vertaling van Vagrant Story als aan de vertaling van verschillende andere Final Fantasy delen. De Engelse stemmen zijn gecast en geregisseerd door Jack Fletcher, welke voorheen ook de nasynchronisatie van andere Final Fantasy verzorgd heeft. Final Fantasy XII is de derde in de serie die gebruikmaakt van 'voice acting', de anderen zijnde Final Fantasy X en Final Fantasy X-2. De Engelse stemmen werden ingesproken en opgenomen bij Studiopolis in Los Angeles.
Verschil met de Japanse versie is dat de game 16:9 ratio breedbeeld ondersteunt en dat de game extra scènes bevat die ontbreken in de Japanse versie vanwege de goedkeuring voor leeftijden door de Japan's Computer Entertainment Rating Organization.

## Audio
Het overgrote deel van de soundtrack van de game werd gecomponeerd door Hitoshi Sakimoto, met vocals verzorgd (zowel Engels als Japans) voor 'Kiss Me Good-Bye' door Angela Aki. De soundtrack zou aanvankelijk door Nobuo Uematsu gecomponeerd worden, die merkte dat de manier waarop Aki het keyboard bespeelt wanneer zij zingt, hem deed denken aan zijn idool, Elton John, hetgeen een van de redenen is geweest waarom hij haar uitgekozen heeft. Slechts de Engelse versie van het nummer maakt deel uit van de Europese, Engelse en Japansie versie van de game.
De soundtrack werd in Japan uitgebracht op 31 mei 2006 voor de prijs van 3990 Japanse yen, en droeg het catalogusnummer 'SVWC-7351~4', en bestond bovendien uit 4 cd's met 100 tracks. Ook bevatte de soundtrack enkele promotionele nummers, die geen onderdeel uit zouden maken van de uiteindelijke versie van de game. De cd's zijn verpakt in een dvd-verpakking, compleet met afbeeldingen uit de game gedrukt op elke van de cd's. De verpakking bevat tevens een boekje met informatie dat achtentwintig pagina's telt. De cd-single van het nummer 'Kiss Me Good-Bye' werd uitgebracht op 15 maart 2006 voor de prijs van 1223 Japanse yen met het catalogusnummer 'ESCL-2810'. Ook is er een 'limited edition' uitgebracht, voor de prijs van 1500 Japanese yen met het catalogusnummer 'ESCL-2808', dat tevens een dvd bevatte met daarop de videoclip van 'Kiss Me Good-Bye'.

## Onthaal
In de week dat de Japanse Final Fantasy XII op de markt kwam, werden er 1.764.266 exemplaren van verkocht, hetgeen bijna gelijk was aan de verkoopcijfers van Final Fantasy X. Vijf weken na verschijnen waren er in totaal 2.150.671 exemplaren verkocht. Uit een rapport van Square Enix is gebleken dat er tot aan 24 mei 2006 meer dan 2.38 miljoen exemplaren van Final Fantasy XII verkocht zijn in Japan.
Tot 6 november 2006, één week na de Amerikaanse uitgave van Final Fantasy XII, waren er anderhalf miljoen exemplaren verkocht.

### De kritieken
Op 16 maart 2006, werd Final Fantasy XII het zesde spel ooit dat de maximale score kreeg van het Japanse gamesmagazine Famitsu, ook was het de eerste Final Fantasy en PlayStation 2 game die dat lukte. Tevens is het voor Yasumi Matsuno de tweede titel die de hoogst haalbare waardering weet te behalen, de eerste was Vagrant Story. De game werd geprezen om zijn graphics, scenarios, game systeem en de frisse wind die het de Final Fantasy serie bracht. Het spel werd enthousiast onthaald door vele critici buiten Japan nog voordat het in die gebieden verscheen. Het werd geprezen om haar naadloze overgangen van FMV beelden naar het in-game spel en andersom.
Final Fantasy XII werd tot nummer 1 voor 'Best Art Style' uitgeroepen bij de 'Weekly Top Ten' van de Amerikaanse videogame-website IGN. De game behaalde een score van 9.5 op IGN.
De Amerikaanse uitgave van Final Fantasy XII behaalde, van de maximale score van 10 die telkens behaald kon worden, een score van 10 in de november-editie van het Official PlayStation Magazine, een 10 in de november-editie van Play Magazine, een 8.5, 9.0, en 9.5 in de november-editie van 2006 van Electronic Gaming Monthly, een 9.0 van GameSpot, een 9.5 van IGN, een 9.25 in de november-editie van 2006 van Game Informer, en een 9.5 in de oktober-editie van 2006 van PSM, en tevens een 5.0 uit 5 van GamePro (en de game werd bestempeld als 'Editors Choice'). Het is ook de enige Final Fantasy die de volmaakte score van 5 uit 5 op X-Play behaalde, toen deze zender een aflevering uitzond met Final Fantasy als thema, op 1 november 2006, kort geleden. Newtype, een videogames-magazine, noemde Final Fantasy XII haar 'Game of the Month' van november 2006, prees de gameplay, graphics, het verhaal en noemde de game 'gewoonweg de beste RPG die ooit op een Sony-spelcomputer uitgebracht is'. Op 23 december 2006 had Final Fantasy XII een collectieve score van 93.3% op Game Rankings, waardoor het de een na hoogste scorende Final Fantasy was, die eer komt Final Fantasy VI toe met 94.0%.

### Prijzen
- GameSpot 's Best and Worst 2006
  - Best PlayStation 2 Game
  - Game of The Year Nominee
  - Best Role-Playing Game Nominee
- GameSpy 's Game of the year 2006
  - PS2 Game of the Year
  - PS2 RPG of the Year
- IGN Awards:
  - Best PS2 RPG
  - PS2 Game of the Year
- Edge Magazine Awards 2006
  - Game of the Year

### Invloeden
Op 13 september 2006, kondigde het tijdschrift Famitsu aan dat Square Enix nog drie titels zal uitbrengen, waarvan één Final Fantasy XII Revenant Wings zal zijn, welke op de Nintendo DS zal verschijnen. Het spel zal een zijverhaal van Final Fantasy XII zijn, met in de hoofdrollen Vaan en Penelo, nu luchtpiraten die de lucht afreizen.

## Trivia
- Het spel is opgenomen in het boek 1001 Video Games You Must Play Before You Die van Tony Mott.